# ホスホリン
ホスホリン (phosphorine、ホスファベンゼン phosphabenzene) は窒素原子の替わりにリン原子を含むピリジン類縁体である。ホスファアルケンに属する平面芳香族化合物であるが、芳香族性はベンゼンの88%程度である。P-C間の結合長は173 pm 、C-C結合長は場所によって違うがおよそ140 pm。
シラベンゼンなどと異なり空気や湿気に対して安定で、不活性気体を用いなくとも扱える。この安定性はリン (2.1) と炭素 (2.5) の電気陰性度が近いことに起因する。金属錯体の配位子としてよく研究されている。

## 沿革
1966年、Märklによって、対応するピリリウムとリン源（ホスフィン・P(CH2OH)3・P(SiMe3)3など）を用いて2,4,6-トリフェニルホスホリンが合成された。
1971年、Arthur J. Ashe IIIによって無置換のホスホリンが合成され、多少空気に敏感だが加水分解に強く蒸留可能な液体として得られた。1990年代にはFrançois Matheyが遷移金属触媒反応（例えばパラジウムやニッケル触媒を用いたカップリング反応）を用いた置換ホスホリンの合成方法を確立した。
さらに近年では、MatheyとGrundyによってホスホールからワンポット合成する方法も開発された。

## 性質・反応
ピリジン類縁体ではあるが、電子状態はそれとかなり異なっている。ピリジンの孤立電子対は分子のHOMOにあるため、σ供与性が高い。だがホスホリンの場合、そのHOMO・LUMOはそれぞれπ・π*軌道であるため、孤立電子対のエネルギーが低い。そのためピリジンに比べπ受容性が高くσ供与性が低い。ホスホリンのリン原子は+0.55e、ピリジンの窒素原子は−0.67eの電荷を帯びていることからも、その求核剤との反応性の違いが分かる。窒素の電気陰性度が高いため、ピリジンは求核剤と2位で反応する。だが、ホスホリンの場合、求核剤はリン原子を攻撃し、λ4-ホスホリンアニオンを与える。これはさらに求核剤と反応し、λ5-ホスホリンとなる。最近λ4-ホスホリンアニオンが遷移金属にπ供与体として配位することが報告された。

メチルリチウムとの反応でλ^{4}・λ^{5}化合物が生成する

臭素化・アシル化などの求電子置換反応に関しては、通常の芳香族化合物と同じである。

## 推薦文献
- A Guide to Organophosphorus Chemistry  Louis D. Quin Wiley-Interscience 2000 [ISBN 0-471-31824-8]それら